# Precis schmiedeli
Precis schmiedeli är en fjärilsart som beskrevs av Konrad Fiedler 1920. Precis schmiedeli ingår i släktet Precis och familjen praktfjärilar. Inga underarter finns listade i Catalogue of Life.